# کلیسای جامع ماینتس
کلیسای جامع ماینتس (آلمانی: Mainzer Dom) یک کلیسای جامع در ماینتس، آلمان است.
این کلیسا در سال ۹۷۵ میلادی براساس معماری رمانسک ساخته شده است.

## نگارخانه

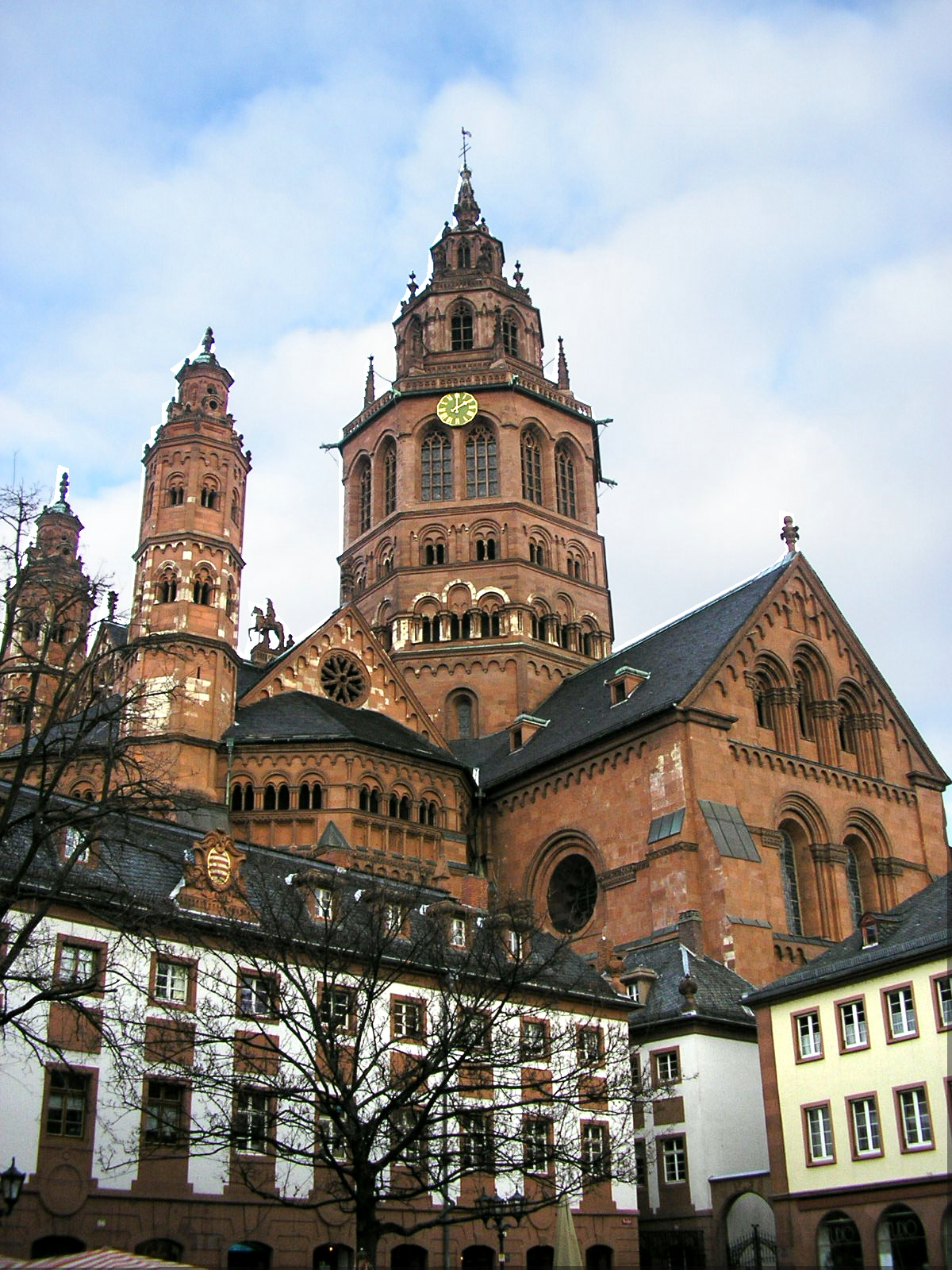
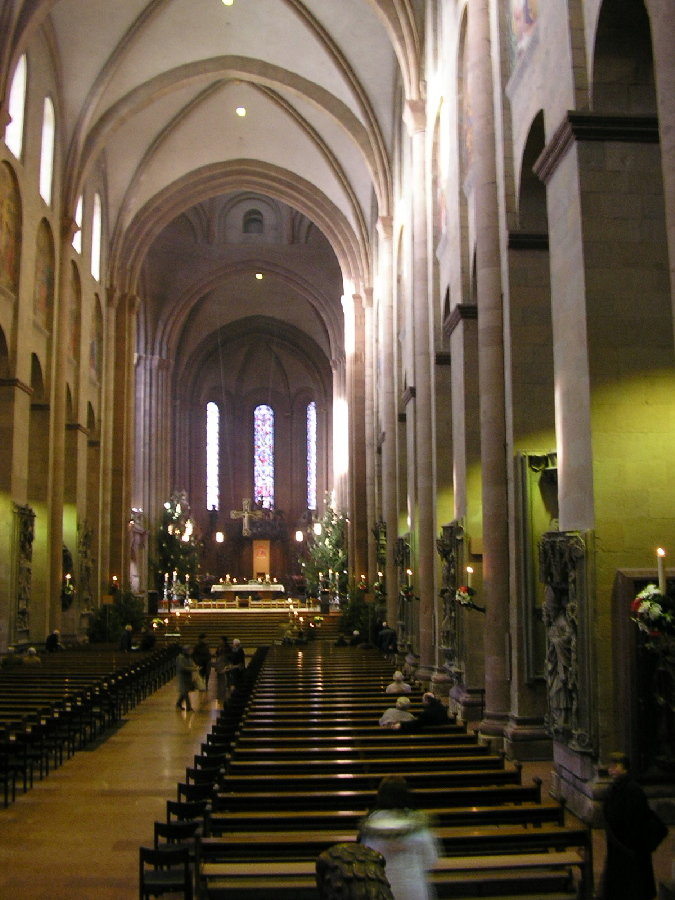
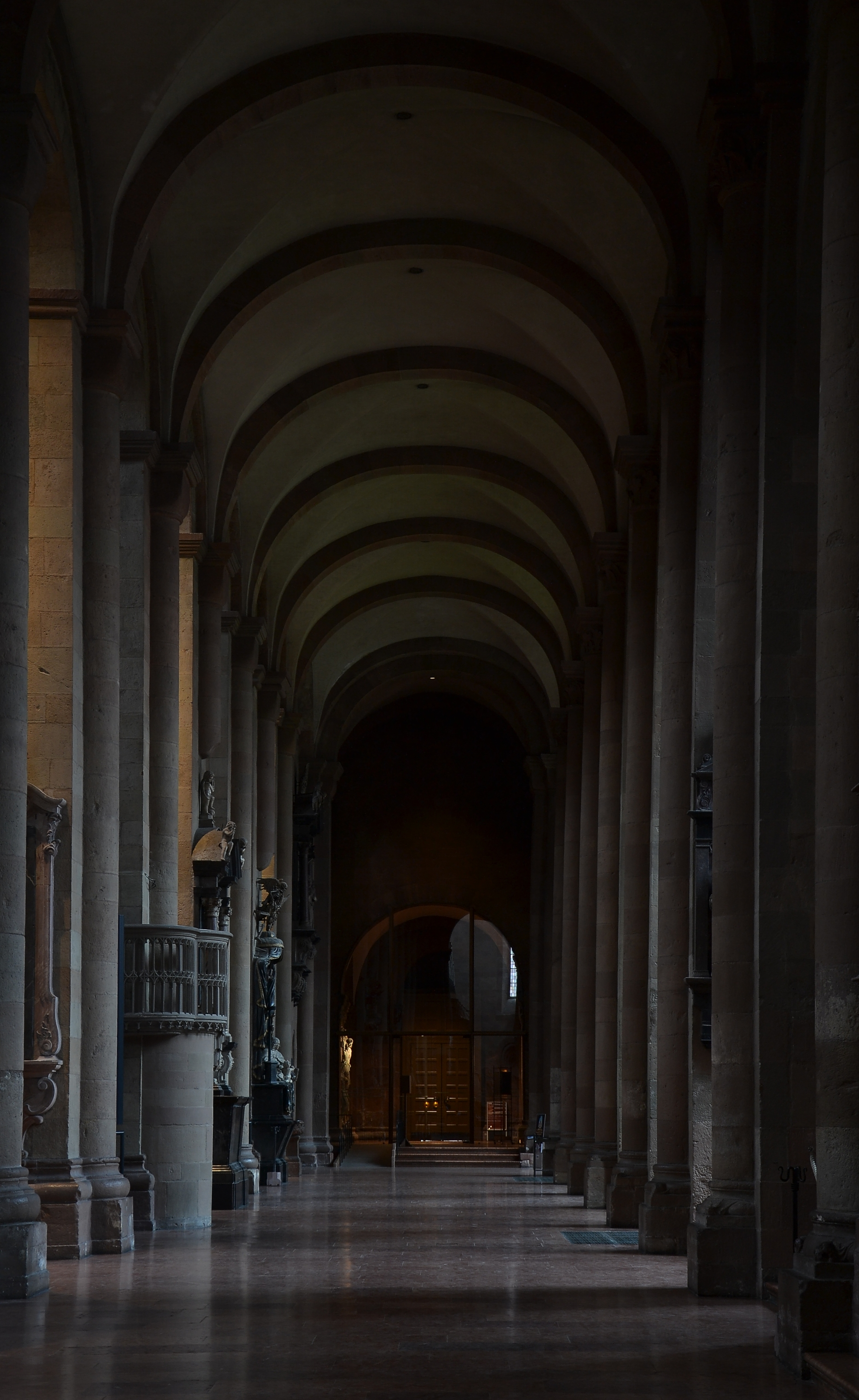
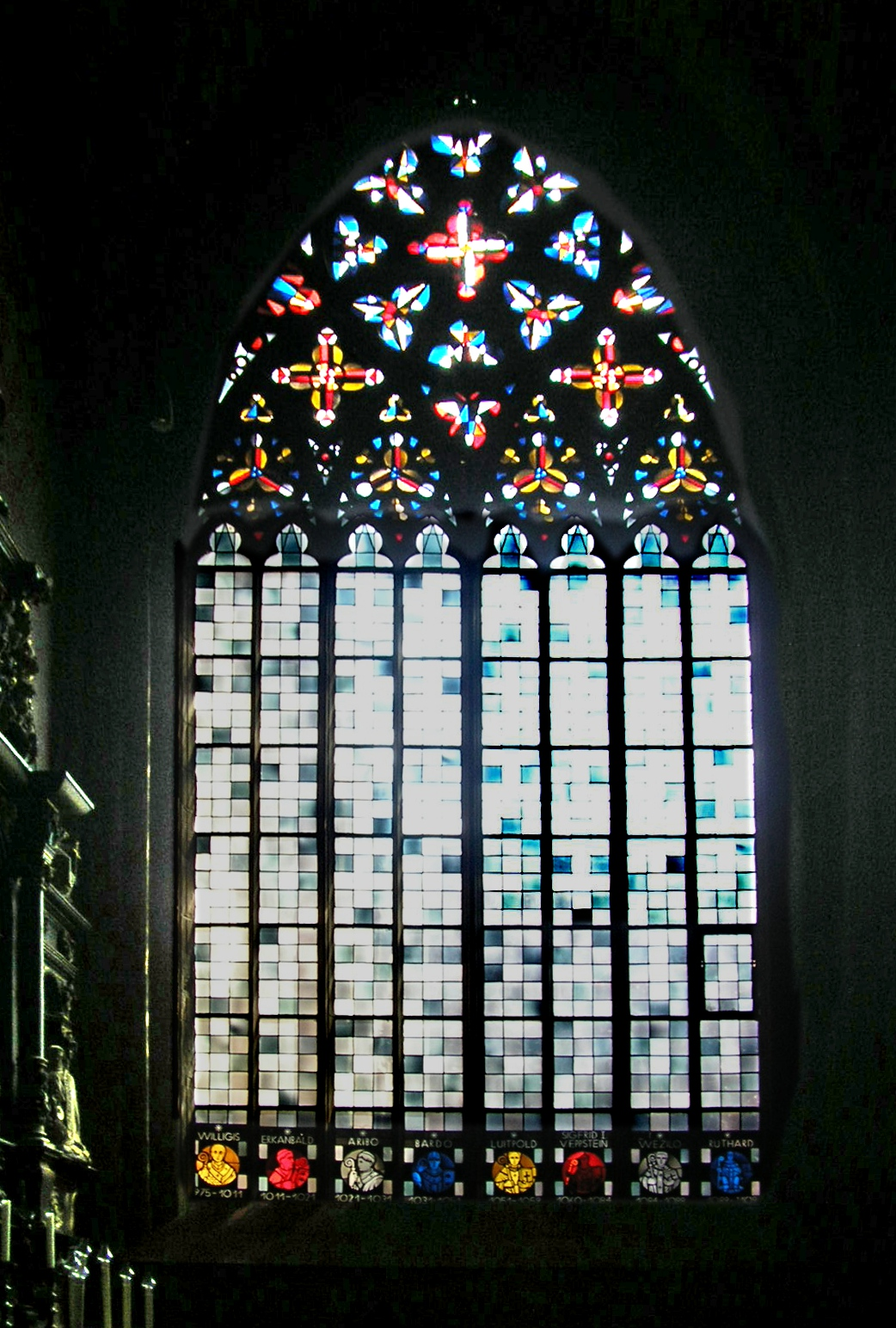
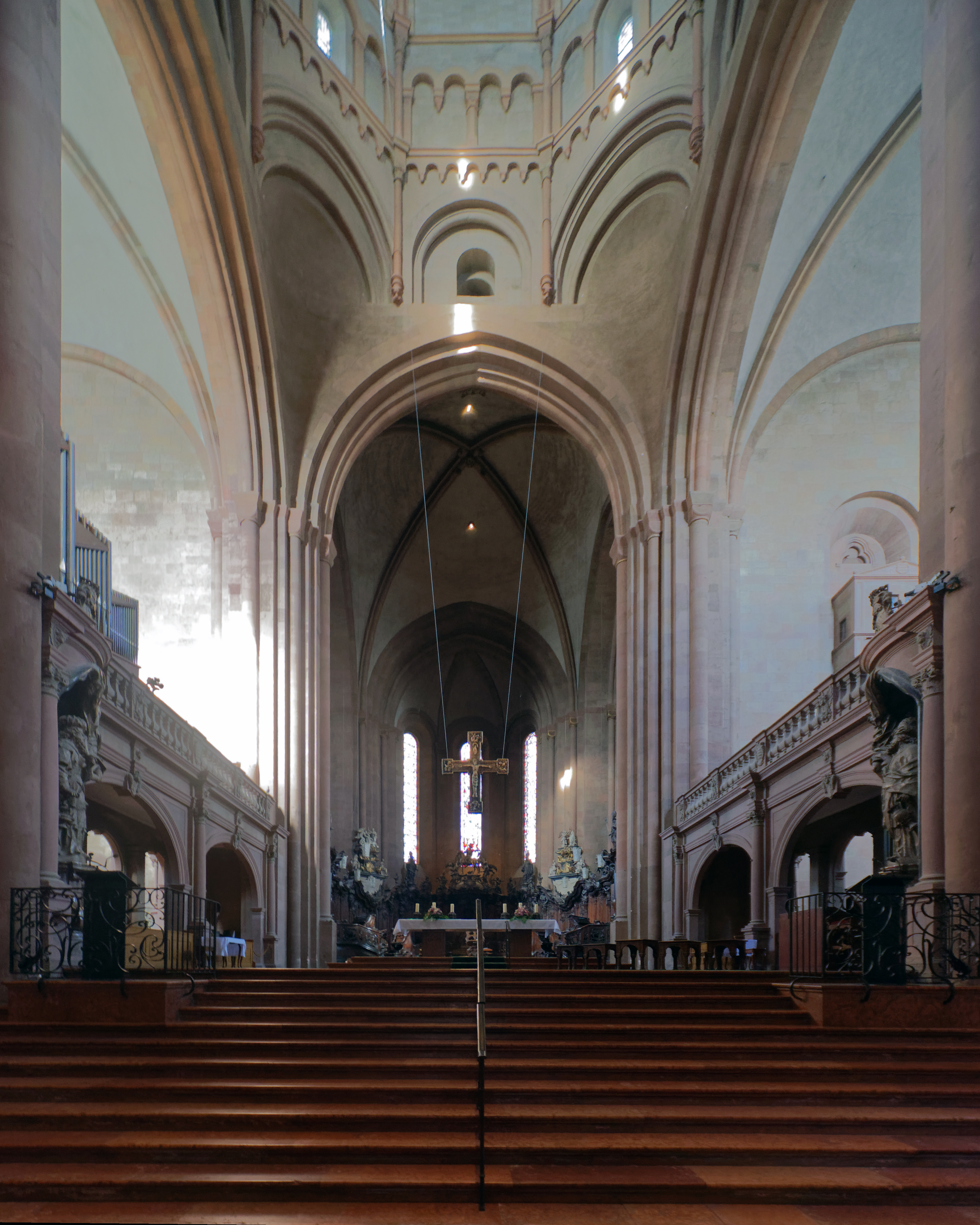